# Żołnierze kosmosu
Żołnierze kosmosu (ang. Starship Troopers) – amerykański film fabularny z 1997 roku w reżyserii Paula Verhoevena. Obraz powstał na motywach powieści Roberta A. Heinleina pod tym samym tytułem (w Polsce wydanej jako Kawaleria kosmosu), a w roli głównej wystąpił Casper Van Dien.

## Fabuła
Akcja filmu toczy się w niedalekiej przyszłości, w zmilitaryzowanym niedemokratycznym społeczeństwie, kiedy to przepustką do zostania obywatelem i kariery społecznej jest służba w wojsku. Johnny Rico, ku dezaprobacie rodziny, decyduje się wstąpić do armii. Zrobi wszystko, by być jak najbliżej swojej ukochanej Carmen, która kształci się na pilota statków kosmicznych. Wkrótce Ziemia zostaje zaatakowana przez przedstawicieli obcej cywilizacji – ogromne, zabójcze owady. Federacja rządząca Ziemią wypowiada wojnę owadom. Młodzi ludzie, którzy właśnie wstąpili do armii, zostają wysłani do krwawej walki w obcym układzie planetarnym.

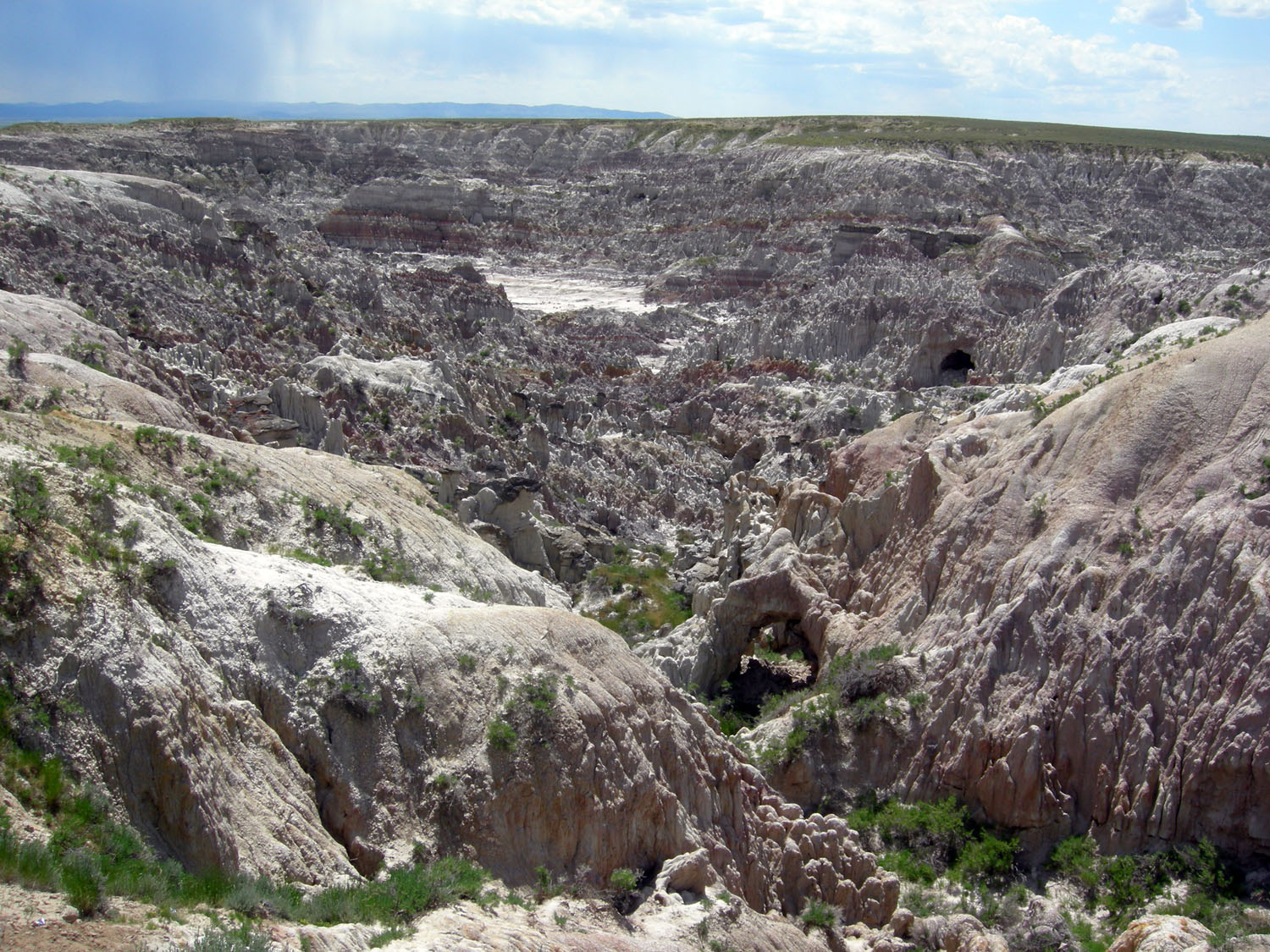
Hrabstwo Natrona w Wyoming, gdzie kręcono poszczególne sceny

## Obsada
- Casper Van Dien – John „Johnny” Rico
- Dina Meyer – Dizzy Flores
- Denise Richards – Carmen Ibanez
- Jake Busey – Ace Levy
- Neil Patrick Harris – Carl Jenkins
- Patrick Muldoon – Zander Barcalow
- Clancy Brown – Zim
- Michael Ironside – Jean Rasczak
- Seth Gilliam – Sugar Watkins
- Bruce Gray – Marshal Dienes
- Marshall Bell – generał Owen